# Parco nazionale Cerro El Copey-Jóvito Villalba
Il Parco nazionale Cerro El Copey-Jóvito Villalba è un parco nazionale situato nella parte orientale dell'isola caraibica di Margarita, nella regione più montuosa dello Stato di Nueva Esparta in Venezuela. Il parco è stato creato nel 1974, con lo scopo di proteggere una caratteristica fisiografica eccezionale, con un ecosistema composto da diverse formazioni vegetali, alti livelli di endemismo e per le uniche fonti d'acqua permanenti dell'isola. Il parco è circondato da pianure desertiche ed è per questo che, nonostante i suoi scarsi 960 metri sul livello del mare, ha foreste. Le praterie verdi e montane che si nutrono dell'umidità fornita dagli alisei nelle parti inferiori del parco dove predominano i boschi aridi e semidecidui, ed è circondato da villaggi e piantagioni, alcuni dei quali hanno recentemente invaso i terreni del parco.

## Rilievo
La collina di El Copey è costituita da rocce igneo - metamorfiche originarie del Cretaceo inferiore, e presenta un rilievo alto e fratturato con aree più estese verso le pendici. La collina è circondata da sedimenti terziari e quaternari su cui sono state installate aree urbane; Tra queste aree urbane c'è La Asunción, capitale dello stato di Nueva Esparta, e Porlamar, la città più popolosa. La città di La Sierra è situata all'interno del parco, ed è l'ingresso principale del parco nazionale. Da lì, parte una strada di 5 km che raggiunge la vetta più alta. In quanto punto strategico, erano state costruite diverse stazioni di telecomunicazioni private, pubbliche e militari. Il parco è dedicato all'interconnessione dell'isola di Margarita con il resto del paese, attraverso collegamenti, che consentono la fornitura di telefonia mobile cellulare, telefonia fissa, stazioni radio AM e FM e televisione.

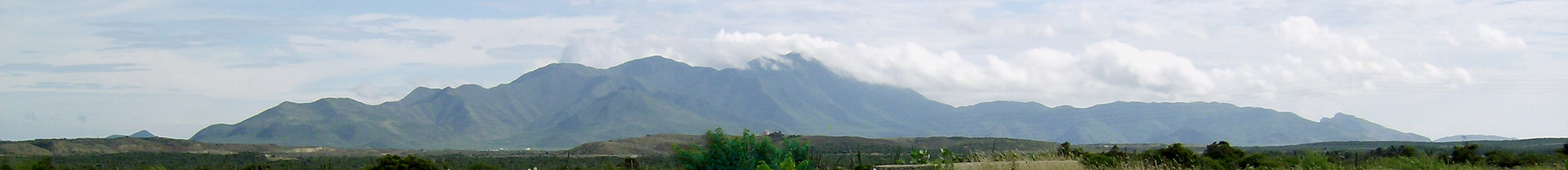
Vista panoramica di Cerro Copey vista dal lato sud dell'isola

## Fauna
Tra le specie che abitano il parco vi sono anfibi endemici come la rana. Tra i mammiferi vi sono alcuni endemismi: il maschio della scimmia, il coniglio, lo scoiattolo, il cervo, così come tra gli uccelli c'è il Cardinalis phoenicius.

## Flora
Il parco è ricco di cactus, capparidaceae, compositi, euforbiacee e legumi e varie specie endemiche: felci, ed molte altre tipologie di piante.